# Província d'Azilal
La província d'Azilal (en àrab إقليم أزيلال, iqlīm Azīlāl; en amazic ⵜⴰⵙⴳⴰ ⵏ ⴰⵣⵉⵍⴰⵍ, tasga n Azilal) és una de les províncies del Marroc, fins 2015 part de la regió de Tadla-Azilal i actualment de la de Béni Mellal-Khénifra. Té una superfície de 9.800 km² i 504.501habitants censats en 2004. La capital és Azilal.

## Divisió administrativa
La província d'Azilal consta de 2 municipis i 42 comunes:
| Nom                    | Codi geogràfic | Tipus        | Llars | Població (2004) | Estrangers | Nacionals | Notes                                                                                       |
| ---------------------- | -------------- | ------------ | ----- | --------------- | ---------- | --------- | ------------------------------------------------------------------------------------------- |
| Azilal                 | 081.01.01.     | Municipi     | 5741  | 27719           | 19         | 27700     |                                                                                             |
| Demnate                | 081.01.03.     | Municipi     | 4551  | 23459           | 1          | 23458     |                                                                                             |
| Agoudi N'Lkhair        | 081.03.01.     | Comuna rural | 1758  | 11745           | 0          | 11745     |                                                                                             |
| Ait Abbas              | 081.03.03.     | Comuna rural | 1460  | 10391           | 0          | 10391     |                                                                                             |
| Ait Bou Oulli          | 081.03.05.     | Comuna rural | 1168  | 9493            | 1          | 9492      |                                                                                             |
| Ait M'Hamed            | 081.03.07.     | Comuna rural | 3190  | 21742           | 2          | 21740     |                                                                                             |
| Tabant                 | 081.03.09.     | Comuna rural | 1898  | 13012           | 2          | 13010     |                                                                                             |
| Tamda Noumercid        | 081.03.11.     | Comuna rural | 1629  | 11115           | 0          | 11115     |                                                                                             |
| Zaouiat Ahansal        | 081.03.13.     | Comuna rural | 1554  | 10435           | 0          | 10435     |                                                                                             |
| Ait Taguella           | 081.05.01.     | Comuna rural | 1236  | 7340            | 2          | 7338      |                                                                                             |
| Bni Ayat               | 081.05.03.     | Comuna rural | 3477  | 20905           | 1          | 20904     |                                                                                             |
| Bni Hassane            | 081.05.05.     | Comuna rural | 1759  | 11579           | 0          | 11579     |                                                                                             |
| Bzou                   | 081.05.07.     | Comuna rural | 2886  | 14507           | 1          | 14506     | 4323 residents viuen al centre, anomenat Bzou; 10184 residents viuen en zones rurals.       |
| Foum Jemaa             | 081.05.09.     | Comuna rural | 1860  | 9658            | 0          | 9658      | 5360 residents viuen al centre, anomenat Foum Jamaa; 4298 residents viuen en zones rurals.  |
| Moulay Aissa Ben Driss | 081.05.11.     | Comuna rural | 2109  | 12621           | 0          | 12621     |                                                                                             |
| Rfala                  | 081.05.13.     | Comuna rural | 1485  | 9730            | 1          | 9729      |                                                                                             |
| Tabia                  | 081.05.15.     | Comuna rural | 1339  | 7935            | 0          | 7935      |                                                                                             |
| Tanant                 | 081.05.17.     | Comuna rural | 1730  | 10007           | 1          | 10006     |                                                                                             |
| Taounza                | 081.05.19.     | Comuna rural | 1753  | 11610           | 0          | 11610     |                                                                                             |
| Tisqi                  | 081.05.21.     | Comuna rural | 1017  | 6304            | 0          | 6304      |                                                                                             |
| Ait Blal               | 081.07.01.     | Comuna rural | 901   | 6740            | 0          | 6740      |                                                                                             |
| Ait Majden             | 081.07.03.     | Comuna rural | 2564  | 15831           | 0          | 15831     |                                                                                             |
| Ait Oumdis             | 081.07.05.     | Comuna rural | 2066  | 15377           | 0          | 15377     |                                                                                             |
| Ait Tamlil             | 081.07.07.     | Comuna rural | 2453  | 18720           | 2          | 18718     |                                                                                             |
| Anzou                  | 081.07.09.     | Comuna rural | 2021  | 13784           | 2          | 13782     |                                                                                             |
| Imlil                  | 081.07.11.     | Comuna rural | 1753  | 9796            | 0          | 9796      |                                                                                             |
| Ouaoula                | 081.07.13.     | Comuna rural | 3040  | 22022           | 2          | 22020     |                                                                                             |
| Sidi Boulkhalf         | 081.07.15.     | Comuna rural | 1733  | 13149           | 10         | 13139     |                                                                                             |
| Sidi Yacoub            | 081.07.17.     | Comuna rural | 2234  | 16637           | 0          | 16637     |                                                                                             |
| Tidili Fetouaka        | 081.07.19.     | Comuna rural | 1824  | 11883           | 0          | 11883     |                                                                                             |
| Tifni                  | 081.07.21.     | Comuna rural | 1736  | 11411           | 0          | 11411     |                                                                                             |
| Afourar                | 081.09.01.     | Comuna rural | 3961  | 20082           | 13         | 20069     | 11898 residents viuen al centre, anomenat Afourar; 8184 residents viuen en zones rurals.    |
| Ait Mazigh             | 081.09.03.     | Comuna rural | 552   | 3185            | 0          | 3185      |                                                                                             |
| Ait Ouaarda            | 081.09.05.     | Comuna rural | 273   | 1786            | 0          | 1786      |                                                                                             |
| Ait Ouqabli            | 081.09.07.     | Comuna rural | 587   | 3221            | 0          | 3221      |                                                                                             |
| Anergui                | 081.09.09.     | Comuna rural | 641   | 3362            | 0          | 3362      |                                                                                             |
| Bin El Ouidane         | 081.09.11.     | Comuna rural | 958   | 5721            | 1          | 5720      |                                                                                             |
| Isseksi                | 081.09.13.     | Comuna rural | 310   | 2000            | 0          | 2000      |                                                                                             |
| Ouaouizeght            | 081.09.15.     | Comuna rural | 2885  | 13940           | 2          | 13938     | 8940 residents viuen al centre, anomenat Ouaouizeght; 5000 residents viuen en zones rurals. |
| Tabaroucht             | 081.09.17.     | Comuna rural | 606   | 3620            | 0          | 3620      |                                                                                             |
| Tagleft                | 081.09.19.     | Comuna rural | 2213  | 12184           | 0          | 12184     |                                                                                             |
| Tiffert N'Ait Hamza    | 081.09.21.     | Comuna rural | 546   | 3023            | 0          | 3023      |                                                                                             |
| Tilougguite            | 081.09.23.     | Comuna rural | 1779  | 9610            | 1          | 9609      |                                                                                             |
| Timoulilt              | 081.09.25.     | Comuna rural | 1193  | 6110            | 0          | 6110      |                                                                                             |